# Leucogastraceae
Leucogastraceae là một họ nấm thuộc bộ Boletales.